# یوشیهیکو ماتسوموتو
یوشیهیکو ماتسوموتو (انگلیسی: Yoshihiko Matsumoto؛ زادهٔ ۷ ژانویهٔ ۱۹۸۱) بازیکن والیبال اهل ژاپن است.